# Stark wie Zwei
Stark wie Zwei ist das 35. Studioalbum des deutschen Rockmusikers Udo Lindenberg. Es erschien am 28. März 2008 bei Warner Music Germany und ist das erste Studioalbum Lindenbergs, das sich auf dem ersten Platz der deutschen Albumcharts platzieren konnte.

## Entstehung
Bei Stark wie Zwei war Lindenberg bei den meisten Texten als Autor beteiligt. Ganz anders schrieb Jan Eißfeldt (alias Jan Delay), Verbotene Stadt schrieben Angelina Maccarone und Doris Decker. Die Texte behandeln sowohl persönliche Erfahrungen der zurückliegenden Jahre wie auch Wahrnehmungen der Jetzt-Zeit. Viele prominente Musiker wirkten bei der Komposition und beim Einspielen des Albums mit, darunter Jan Delay, Silbermond und Helge Schneider. Auch Annette Humpe war als Co-Komponistin beteiligt. Produziert wurde das Album von Andreas Herbig. Simon Triebel komponierte das Lied Was hat die Zeit mit uns gemacht, Martin Tingvall das Lied Wenn du durchhängst und Tobias Kuhn das Lied Ich zieh meinen Hut. Das Lied Mein Ding wurde von Jörg Sander geschrieben. Das Album wurde im Boogie Park Studio in Hamburg-Altona aufgenommen.

## Rezeption
Artur Schulz von Laut.de vergab vier von fünf Sternen. Er bezeichnete das Album „als Lebens-Zusammenfassung voller Beobachtungen und Erkenntnissen“ und lobte die „stärksten Songs seit Lindengedenken.“

## Titelliste
| Nr. | Titel                                  | Länge |
| --- | -------------------------------------- | ----- |
| 1.  | Ich zieh’ meinen Hut                   | 3:57  |
| 2.  | Wenn du durchhängst                    | 4:19  |
| 3.  | Ganz anders (feat. Jan Delay)          | 4:06  |
| 4.  | Was hat die Zeit mit uns gemacht?      | 4:17  |
| 5.  | Mein Ding                              | 4:24  |
| 6.  | Stark wie Zwei                         | 4:16  |
| 7.  | Der Deal (feat. Silbermond)            | 3:59  |
| 8.  | Chubby Checker (feat. Helge Schneider) | 4:14  |
| 9.  | Der Greis ist heiß                     | 4:28  |
| 10. | Woddy Woddy Wodka                      | 5:31  |
| 11. | Nasses Gold                            | 5:44  |
| 12. | Interview mit Gott                     | 4:17  |
| 13. | Verbotene Stadt (feat. Till Brönner)   | 5:05  |
| 14. | Der Astronaut muss weiter              | 3:17  |